# Université de Gitwe
L'université de Gitwe (UG ; anglais : University of Gitwe) est une institution d'enseignement universitaire et de recherche située à Gitwe, au Rwanda. Les valeurs de l'UG sont Faith, Excellence, Integrity, Cooperation and sociability.

## Histoire
L'université de Gitwe a été créée le 1993 par l'Association des Parents Adventiste de Gitwe (APAG).

## Composition
L'université de Gitwe est constituée de six facultés ou départements :
- Département ou division des soins infirmiers ;
- Département ou division des sciences biomédicales ;
- Département ou division des technologies de l'information des affaires ;
- Département ou division de l'informatique ;
- Département ou division de l'éducation (langue maternelle : français)  ;
- Département et division de médecine et de chirurgie.